# Ramon Maria de Sentmenat i Despujol
Ramon Maria de Sentmenat i Despujol   (Barcelona, 12 de març de 1829 - Barcelona, 22 de febrer de 1892) fou un aristòcrata i polític català, marquès de Ciutadilla i de Sentmenat.

## Biografia
Era fill de Joaquim Gassol de Sentmenat i de Vilallonga, marquès de Sentmenat amb Grandesa d'Espanya i propietari de vinyes a Catalunya i Castella, així com altres propietats a Lleida, Sabadell, Terrassa, Bellcaire i l'Eixample de Barcelona. També fou sogre de Ferran Fabra i Puig.
El 1834 marxà a l'estranger amb la seva família i estudià als jesuïtes de Friburg. Després es va establir a Madrid, on el 1856 es casà amb Inés Patiño y Ossorio, pubilla dels marquesos de Castelar. Fou un dels fundadors (1850) i dues vegades president de l'Institut Agrícola Català de Sant Isidre. També fou vocal dels consells d'administració de La Previsión i del Banco de Cataluña.
El 1866-1868 fou nomenat diputat provincial de Barcelona per la circumscripció de Vic pel Partit Moderat en substitució del seu pare, qui li atorgà el títol de marquès de Ciutadilla. Durant el Sexenni Democràtic fou diputat per Sant Hipòlit de Voltregà (març-juny de 1871) i Manresa (juliol-setembre de 1872). Participà activament en la restauració borbònica i fou alcalde de Barcelona entre gener de 1875 i maig de 1876. Durant el seu mandat va rebre oficialment al rei Alfons XII en el retorn del seu exili. Fou membre del Círculo Conservador-Liberal de Barcelona i va mantenir una posició equidistant entre els dos corrents tot i la seva amistat amb Arsenio Martínez Campos.
El 1877 fou nomenat president de l'Acadèmia de Belles Arts de Sant Jordi, càrrec que ocupà fins a la seva mort, i com a tal fou membre del jurat de Belles Arts a l'Exposició Universal de 1888 a Barcelona. Fou escollit senador per la província de Barcelona el 1879-1880, el 1884-1885 i el 1891-1892. Durant el seu mandat s'interessà pels problemes de les corporacions econòmiques catalanes i oferí els seus serveis tant a Foment de la Producció Espanyola com a Foment de la Producció Nacional per a defensar una política proteccionista i fins i tot participà en la manifestació proteccionista d'abril de 1881 convocada pel Foment de la Producció Nacional.